# Спорновский сельсовет
Спорновский сельсове́т — упразднённые административно-территориальная единица и муниципальное образование со статусом сельского поселения в Варгашинском районе Курганской области Российской Федерации.
Административный центр — село Спорное.

## История
В соответствии с Законом Курганской области от 6 июля 2004 года № 419 сельсовет наделён статусом сельского поселения.
Законом Курганской области от 20 сентября 2018 года N 108, был образован новый Южный сельсовет, в состав которого вошли все населённые пункты 5 упразднённых сельсоветов: Дубровинского, Дундинского, Медвежьевского, Спорновского и Строевского.

## Население
| 1926 | 1989 | 2002 | 2010 | 2012 | 2013 | 2014 |
| ---- | ---- | ---- | ---- | ---- | ---- | ---- |
| 1728 | ↘470 | ↘464 | ↘336 | ↘327 | ↘315 | ↘304 |
| 2015 | 2016 | 2017 | 2018 | 2019 |      |      |
| ↗309 | ↘294 | ↘289 | ↗293 | ↘280 |      |      |

## Состав сельского поселения
| № | Населённый пункт | Тип населённого пункта       | Население |
| - | ---------------- | ---------------------------- | --------- |
| 1 | Спорное          | село, административный центр | ↘280      |